# Équipe d'Australie de football américain
L'équipe d'Australie de football américain représente la Fédération d'Australie de football américain lors des compétitions internationales, telle la Coupe du monde de football américain depuis 1999.
Les Australiens ne seront pas présents à la phase finale de la Coupe du monde en juillet 2007 au Japon. Ils ont été éliminés en phase qualificative par la Corée du Sud par 10 à 7.

## Palmarès
Coupe du monde de football américain
- 1999 : Cinquièmes. Vainqueur de la finale pour la 5e place face à la Finlande 10-7.
- 2003 : non inscrit
- 2007 : éliminés en qualifications préliminaires. Battus par la Corée du Sud 88-0.
- 2011 : 8e. Battus en finale pour la 7e place par l'Autriche 48-10.

## Sources
- Encyclopédie du football américain sur le site warriorsbologna.it